# Olieramp in de Golf van Mexico 2010
De olieramp in de Golf van Mexico was een grote milieuramp in het Macondo-veld voor de zuidkust van de Verenigde Staten. De ramp ontstond toen op het halfafzinkbare platform Deepwater Horizon, eigendom van Transocean en geleased aan oliemaatschappij BP, op 20 april 2010 een explosie plaatsvond na een blow-out. Daarbij vielen 11 doden en 17 gewonden. Tijdens bluspogingen zonk het platform, waarbij de boorstang brak.
Bijna drie maanden lang, tot 15 juli 2010, stroomde door een niet-functionerende eruptieafsluiter (Engels: blowout preventer of BOP) olie in zee. De Amerikaanse staten Louisiana, Florida, Alabama en Mississippi riepen de noodtoestand uit vanwege de olievervuiling die de zuidkust van de Verenigde Staten bedreigde. President Barack Obama riep de olievervuiling uit tot nationale ramp.
In het begin van de ramp werd het debiet van de lekken op 1500 meter diepte geschat op ongeveer 800 kubieke meter (800.000 liter) aardolie per dag. Dit liep tijdens de ramp alsmaar op. Op 11 juni was er sprake van 6,4 miljoen liter per dag. Enkele Amerikaanse universiteiten zeiden daarentegen dat het debiet 11 miljoen liter aardolie per dag was. De gezaghebbende Amerikaanse krant The New York Times sprak zelfs van mogelijk 16 miljoen liter per dag.
Wetenschappers spreken van de ergste olieverontreiniging in de geschiedenis van de VS. Er is meer olie weggevloeid dan bij het ongeval met de olietanker Exxon Valdez in 1989 voor de kust van Alaska.
BP is operator van het Macondo-veld en voor 65% eigenaar van de lease. Daarnaast zijn er twee partners, waarvan Anadarko een aandeel heeft van 25% en MOEX, een dochter van Mitsui, 10%. Zowel Anadarko als Mitsui heeft betalingen aan BP voor hun aandeel in de kosten van de ramp opgeschort.

## Verloop

Brand op het olieplatform

Op 25 april werd tevergeefs geprobeerd om de lekken te dichten met de valve closing procedure met behulp van onbemande vaartuigen (ROV's). BP werkte vervolgens aan diverse andere opties. Zo werd de Development Driller III naar de locatie gestuurd met de Discoverer Enterprise ter assistentie, beide van Transocean. Deze moesten de lekkage stoppen door boorvloeistof in het reservoir te pompen. Deze operatie werd eerder al toegepast bij vorige olierampen zoals in het Montara-olieveld voor de Australische kust. Ook is geprobeerd een metalen koepel op een van de lekken te plaatsen. Nadat de koepel zou zijn aangesloten op een speciaal schip heeft het dezelfde werking als een stofzuiger: de olie wordt samen met het zeewater bij het lek weggezogen. Daarna scheidt het schip het water en de olie. De olie wordt afgevoerd en het water stroomt terug in zee. Deze techniek is eerder succesvol toegepast, maar nog niet op 1500 meter diepte.
Op 5 mei kon het kleinste van de drie lekken gedicht worden met behulp van een bergingsschip dat een betonnen sarcofaag aanbracht. Drie dagen later werd er een poging ondernomen om ook de andere lekken te dichten, maar deze mislukte. De trechter die ervoor zou zorgen dat de lekken werden gedicht, zou een obstakel hebben geraakt. Ook vormden zich ijskristallen aan de binnenkant van de trechter.
Op 17 mei werd er een tweede succesje geboekt. BP slaagde erin om een leiding in het lek te plaatsen. Deze leiding ving een deel van de lekkende olie op.
Op vrijdag 28 mei, meer dan vijf weken na het begin van de ramp, leken de andere lekken dicht. Dit was geprobeerd met de zogenaamde top kill-methode. De methode houdt in dat robots een mix van het mineraal bariet, polymeren en zeewater onder grote druk in de pijpleiding spuiten waarna met cement het gat blijvend moet worden gedicht. Ook was er een zogenoemd junkshot uitgevoerd. Hierbij wordt er letterlijk rommel in de buis gespoten zoals stukken touw, tennisballen en golfballen. Twee dagen later werd er bekendgemaakt dat de top kill-operatie was mislukt.
Begin juni deed BP een nieuwe poging. De ROV's zaagden een stuk van de lekkende oliepijp. Daardoor kwam er tijdelijk meer olie in het water terecht, maar pal daarna werd een nieuwe trechter, die ondertussen klaar was, over het lek geplaatst. Op 16 juni werd er nog een tweede trechter over het lek geplaatst. Bij deze tweede trechter wordt de olie niet naar een schip geleid en opgevangen zoals bij de eerste trechter, maar gemengd met geperste lucht en verbrand op een platform op open zee.
Op 23 juni raakte een ROV een van de trechters, die daarop verwijderd moest worden voor reparatie. Tien uur later kon de trechter teruggeplaatst worden.
Volgens BP was de oliestroom alvast tijdelijk gestopt op 15 juli, na het plaatsen van een nieuwe kap.
Op 20 september 2010 maakte BP bekend dat het lek definitief gedicht was. Hiervoor werd in vijf maanden tijd 9,5 miljard dollar uitgegeven.

## Gevolgen

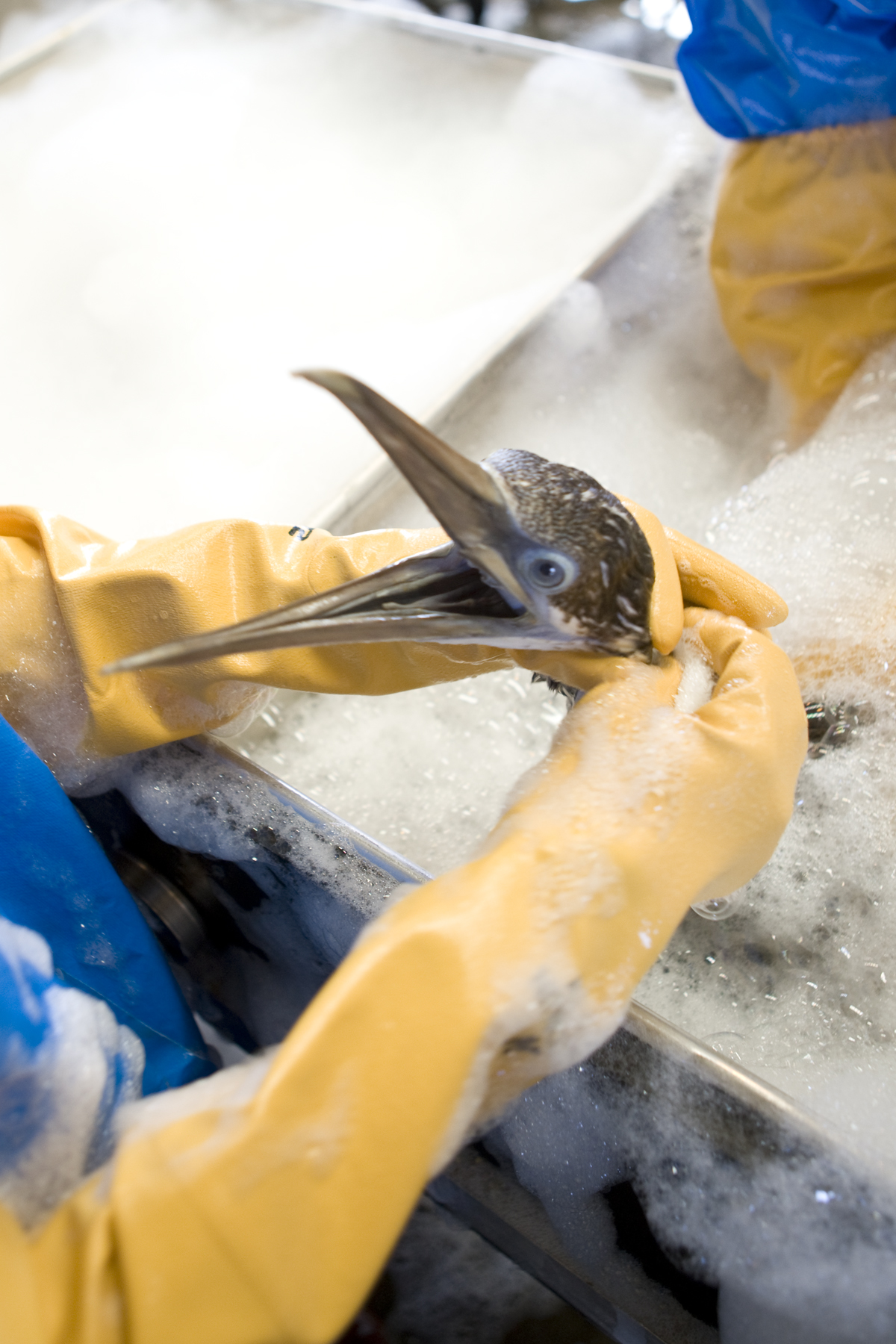
Een met olie besmeurde vogel

### Direct
Op 5 mei kwam op de eerste plaatsen olie aan land. Het ecosysteem in de Golf van Mexico werd het eerste getroffen. Dieren die aan de oppervlakte leven, zoals vogels en zeeschildpadden, raakten besmeurd met de olie. Een ander voorbeeld is de populatie tuimelaars, die door de ramp een hoger sterftecijfer liet optekenen. Er kwamen uiteindelijk grote hoeveelheden olie in zee. Dit heeft serieuze gevolgen voor het ecosysteem. Op termijn zullen de olie en eventuele chemicaliën gebruikt voor de bestrijding voor de ramp ook in de rest van het ecosysteem terechtkomen. De visserij in het getroffen gebied is stilgelegd.
Op donderdag 20 mei kwam de eerste olie buiten de Golf van Mexico. Hierdoor worden Florida, Cuba en de oostkust van de VS bedreigd. Ook worden de koraalriffen van de Florida Keys bedreigd. Dit gebied is zeer rijk aan planten en dieren.
In verband met brandgevaar werd de productie op minstens twee boorplatformen stilgelegd.
Op woensdag 16 juni werden de eerste bedragen over schadevergoedingen vastgelegd. In het allereerste rechtstreekse contact tussen Obama en BP-topman Carl Henric Svanberg is er een bedrag van 15 miljard euro vastgelegd, dat rechtstreeks wordt gestort in een noodfonds. Ook deelde BP dat jaar geen dividenden uit aan de aandeelhouders.
Op 27 juli 2010 kondigde BP aan dat Tony Hayward zal aftreden als CEO van het bedrijf. Hij wordt vervangen door Bob Dudley.

### Kosten
De kosten van de olieramp zijn voor BP sinds het ongeluk alsmaar gestegen. Volgens BP liepen de kosten van de olieramp tot begin juli 2010 op tot 3,12 miljard dollar (2,49 miljard euro). Het gaat daarbij om de kosten voor het dichten van het olielek op de zeebodem, het opvangen en opruimen van gelekte olie en compensatie voor getroffenen aan vooral de kuststreken van de Golf van Mexico. Op 16 juni 2010 had BP al medegedeeld 20 miljard dollar vrij te willen maken voor financiële compensaties.
Op 9 augustus 2010 werd bekend dat de olieramp BP tot dan toe al zo'n 6,1 miljard dollar (4,6 miljard euro) had gekost. Vlak voor de start op 6 maart 2012 van een schadevergoedingsproces, bereikte BP overeenstemming met private schuldeisers (vooral vissers) tot een bedrag van 7,8 miljard dollar. De Amerikaanse overheid was nog niet bij deze regeling betrokken.
Op 2 juli 2015 werd bekendgemaakt dat BP een recordschikking trof met de federale overheid van de Verenigde Staten en met de staten Louisiana, Mississippi, Alabama, Florida en Texas. BP zou 16,8 miljard dollar betalen. De betaling zou gespreid gebeuren over een periode van 18 jaar.
Op 5 oktober 2015 werd de totale schade geraamd op ruim 53 miljard dollar, waarvan 20,8 miljard aan schikkingen.

## Oorzaken
Begin januari 2011 verscheen het rapport van de onderzoekscommissie die president Obama had ingesteld. Als hoofdoorzaak van de ramp werd hierin genoemd het streven van de betrokken bedrijven BP, Halliburton en Transocean om tijd en geld te besparen. Wegens het gebruik van slecht cement wil BP een deel van de kosten verhalen op de firma Halliburton, die bovendien wordt beschuldigd bewijsmateriaal te hebben laten verdwijnen.
Op 26 juli 2013 werd bekend dat het bedrijf schuld bekent en toegeeft dat het bewijsmateriaal heeft vernietigd dat verband hield met de ramp. Halliburton heeft toegezegd de maximale boete van 200.000 dollar te zullen betalen. Daarnaast doneert Halliburton vrijwillig 55 miljoen dollar (41,7 miljoen euro) aan de National Fish and Wildlife Foundation.